# Пэрли, Дэвид
Дэ́вид Чарльз Пэ́рли (англ. David Charles Purley, 26 января 1945, Богнор-Риджис, Западный Суссекс — 2 июля 1985, Богнор-Риджис, Западный Суссекс) — британский автогонщик, пилот Формулы-1. Победитель чемпионата Великобритании «Шеллспорт Формула-5000» (1976), трёхкратный победитель Гран-при Шимэ «Формулы-3». Кавалер Медали Георга.

## Биография

### Ранние годы
Родился в 1945 году в семье основателя компании «LEC Refrigeration» Чарльза Пэрли. После учёбы в школе и колледже служил в британской армии, находился в составе десантного подразделения,
размещённого в Адене, Йемен. После провозглашения Йеменом независимости в 1967 году вернулся в Великобританию, где в 1968 году начал заниматься автогонками на автомобилях AC Cobra.
В 1971 году перешёл в «Формулу-3», в том же году выиграл Гран-при Шимэ в Бельгии. В 1971—1972 годах ещё дважды выигрывал Гран-при Шимэ.

### Формула-1
В 1973 году участвовал в пяти гонках чемпионата мира «Формулы-1», очков не набрал. Запомнился в связи с событиями на Гран-при Нидерландов 1973 года, когда автомобиль ехавшего перед ним Роджера Уильямсона в результате поломки подвески ударился об ограждение, перевернулся и загорелся. Дэвид Пэрли остановил свой автомобиль и попытался вытащить Уильямсона из огня. Несмотря на присутствие рядом маршалов и пожарных наблюдателей, он оказался первым, кто пришёл на помощь пострадавшему автогонщику. Хотя спасти Уильямсона не удалось, Дэвид Пэрли за свой подвиг был награждён медалью Георга.
В 1975 году перешёл в британский чемпионат «Формулы-5000», через год стал чемпионом Великобритании в «Формуле-5000». В 1977 году вернулся в «Формулу-1» с собственным шасси «LEC». В двух гонках финишировал во второй десятке, в предквалификации Гран-при Великобритании потерпел тяжёлую аварию, когда на скорости 173 км/ч врезался в ограждение трассы, получив 29 переломов, 3 вывиха и 6 остановок сердца. Эта авария занесена в Книгу рекордов Гиннесса как случай действия наивысшей перегрузки (179,8 g), при котором человеку удалось выжить.

### Дальнейшая карьера
Несмотря на тяжёлые травмы, полученные в аварии 1977 года, Пэрли быстро восстановился и уже в 1978 году участвовал в клубных гонках на «Порше». В 1979 году выступал в британском чемпионате «Формулы-1» «Аврора». В дальнейшем оставил автогонки и занялся авиационным спортом. Погиб 2 июля 1985 года, когда его самолёт упал в море неподалёку от его родного города Богнор-Реджис.

## Результаты гонок в чемпионате мира среди гонщиков
| Год  | Команда | Шасси      | Двигатель | 1   | 2   | 3   | 4   | 5       | 6        | 7      | 8      | 9        | 10       | 11     | 12  | 13    | 14  | 15  | 16  | 17  | Место | Очки |
| ---- | ------- | ---------- | --------- | --- | --- | --- | --- | ------- | -------- | ------ | ------ | -------- | -------- | ------ | --- | ----- | --- | --- | --- | --- | ----- | ---- |
| 1973 | LEC     | March 731  | Cosworth  | АРГ | БРА | ЮАР | ИСП | БЕЛ     | МОН Сход | ШВЕ    | ФРА    | ВЕЛ НС   | НИД Сход | ГЕР 15 | АВТ | ИТА 9 | КАН | США |     |     | -     | 0    |
| 1974 | Token   | Token RJ02 | Cosworth  | АРГ | БРА | ЮАР | ИСП | БЕЛ     | МОН      | ШВЕ    | НИД    | ФРА      | ВЕЛ НКЛ  | ГЕР    | АВТ | ИТА   | КАН | США |     |     | -     | 0    |
| 1977 | LEC     | LEC CRP1   | Cosworth  | АРГ | БРА | ЮАР | СШЗ | ИСП НКЛ | МОН      | БЕЛ 13 | ШВЕ 14 | ФРА Сход | ВЕЛ НКВ  | ГЕР    | АВТ | НИД   | ИТА | США | КАН | ЯПО | -     | 0    |